# Mont-Laurier
Mont-Laurier – miasto w Kanadzie, w prowincji Quebec, w regionie Laurentides i MRC Antoine-Labelle. Miasto położone jest nad rzeką Rivière du Lièvre. Pierwszymi przybyłymi tu osadnikami byli Frankokanadyjczycy z pobliskiego miasta Sainte-Adèle.
Liczba mieszkańców Mont-Laurier wynosi 13 405. Język francuski jest językiem ojczystym dla 98,5%, angielski dla 0,2% mieszkańców (2006).